# 特殊神経エネルギー説
特殊神経エネルギー説（とくしゅしんけいエネルギーせつ、英語：doctrine of specific nerve energy）とは、すべての神経線維は同じ信号（活動電位）しか運んでおらず、活動電位を見て何の情報であるかは特定できないため、ある感覚情報はその感覚に関連した神経が活動しているということで特定されるとする説である。ヨハネス・ペーター・ミュラーによって提唱された。